# Jõesuu (Hiiumaa)
Jõesuu is een plaats in de Estlandse gemeente Hiiumaa, provincie Hiiumaa. De plaats heeft de status van dorp (Estisch: küla).
Jõesuu lag tot in oktober 2013 in de gemeente Kõrgessaare, daarna tot in oktober 2017 in de gemeente Hiiu en sindsdien in de fusiegemeente Hiiumaa.

## Bevolking
De ontwikkeling van het aantal inwoners blijkt uit het volgende staatje:
| Jaar            | 2000 | 2011 | 2021 |
| --------------- | ---- | ---- | ---- |
| Aantal inwoners | 3    | 3    | 6    |

## Geografie
Jõesuu betekent riviermonding. De plaats ligt echter niet aan zee, maar wordt door de buurdorpen Mardihansu en Õngu gescheiden van de Baai van Mardihansu. De rivier Vanajõgi stroomt door Jõesuu, maar de monding ligt op het grondgebied van Õngu. Het stroomgebied is een beschermd natuurgebied, het Vanajõe hoiuala.
De Tugimaantee 84, de secundaire weg van Emmaste naar Luidja, komt eerst door Jõesuu en vormt dan de grens tussen Jõesuu en Mardihansu.

## Geschiedenis
Jõesuu werd voor het eerst genoemd in 1913 als Іоэсуу, een weergave van de naam in cyrillisch schrift. Het dorp lag op het landgoed van Kõrgessaare. In 1923 stond het op de kaart als Jõesuu.
Tussen 1977 en 1997 hoorde het buurdorp Nõmme (sinds 2017 Reigi-Nõmme) bij Jõesuu. Het buurdorp Mardihansu werd rond 1950 bij Jõesuu gevoegd en pas in 1997 weer een zelfstandig dorp.